# Zog I của Albania
Zog I của Albania (8 tháng 10 năm 1895 – 9 tháng 4 năm 1961), tên đầy đủ là Ahmet Muhtar Zogolli, thường gọi là Ahmet Zogu. Ông là người đứng đầu Albania, từ năm 1925 đến năm 1939. Ông làm Tổng thống kiêm chức Thủ tướng từ năm 1925 đến năm 1928 sau đó xưng vương, hiệu là Zog I, Skanderbeg III và trị vì đến năm 1939 thì Albania bị Vương quốc Ý chiếm đóng. Ông sống lưu vong với vợ con và mất năm 1961 ở Paris, Pháp.